# 크루아상 (영화)
《크루아상》은 2021년에 개봉한 대한민국의 영화이다.

## 캐스팅
- 남보라 : 성은 역
- 혁 : 희준 역
- 윤재 : 연주 역
- 장효석 : 주혁 역

## 같이 보기
- 2021년 대한민국의 영화 목록